# Finca rústica
Una finca rústica es un tipo de finca característica de España de suelo no urbanizable. Por lo general consta de una granja convertida en un hogar confortable. Es un tipo de arquitectura que suele aparecer en las fincas coloniales españolas.
Entre los tipos más comunes se encuentran las explotaciones agrícola o ganadera a pequeña escala que no es explotada por una entidad comercial. Estas explotaciones suelen ser negocios familiares o pequeñas empresas que llevan muchos años funcionando. Las granjas rústicas pueden encontrarse en zonas rurales o en ciudades pequeñas y pueden especializarse en un tipo concreto de agricultura o gestión ganadera. 
Entre las características comunes de una finca rústica se encuentran la escasa necesidad de mano de obra, la concentración en la producción a pequeña escala y el compromiso de proporcionar un cuidado de alta calidad a los animales y los cultivos que son propiedad de la empresa. En muchos casos, las granjas rústicas también practican la agricultura orgánica o biodinámica, que puede ayudar a proteger el medio ambiente reduciendo el uso de productos químicos nocivos. Por ello, estas granjas ofrecen una alternativa agradable y sostenible a la agricultura industrial convencional.

## Sus tipos
Hay varios tipos de fincas, cada uno con sus propias ventajas e inconvenientes. Un tipo popular es la finca agrícola, que suele encontrarse en los pueblos y zonas rurales de España. Estas fincas suelen tener construcciones rústicas y estar centradas exclusivamente en la explotación del suelo rústico. Otro tipo de finca es la finca de recreo, que es un pintoresco refugio español construido alrededor de un patio. Estas fincas suelen tener techos de estuco y tejas, ventanas con postigos y balcones con vistas a los jardines. Son utilizadas como lugares de recreo y paseo cercanas a los centros de grandes ciudades 
Además, hay fincas de estilo más moderno, como la casa de campo, que tiene paredes de ladrillo, grandes ventanas de cristal y no siempre se encuentran rodeadas de jardines.

## Diferenciación por explotación
Según el tipo de explotación las fincas rústicas se dividen en: 
- casa de campo
- terreno rústico
- fincas recreo
- finca agrícola
- fincas olivar
- casa rústica
- fincas de caza
- coto de caza
- finca agrícola
- finca ganadera
- finca forestal
- finca cinegética